# Парламентські вибори в Португалії 2024
Позачергові парламентські вибори в Португалії відбулись 10 березня 2024, для того, щоб обрати 230 депутатів до 16-ї Асамблеї Республіки. Вибори були призначені президентом Марселу Ребелу де Созою в листопаді 2023 року після того, як прем'єр-міністр Антоніу Кошта пішов у відставку після звинувачень в ймовірній корупції, пов'язаної з укладанням контрактів на літієвий і водневий бізнес.
Вперше з 2005 року, лідери двої найбільших партій, Соціалістичної та Соціал-демократичної, очолювали свої партії вперше, тоді як ще три інші партії (Ліберальна ініціатива, Лівий блок та Комуністична партія Португалії) теж балотувались із новими лідерами.
Результатом виборів стала відсутність більшості в обох основних політичних блоках: правоцентристський Демократичний альянс отримав 80 місць, а правляча Соціалістична партія втратила свою монобільшість, отриману після перемоги на виборах у 2022 році, та впала до 78 місць. Правопопулістська партія «Шега!» (Досить) збільшила в чотири рази свій результат 2022 року, піднявшивсь з 12 до 50 місць.

## Передумови
Соціалістична партія на чолі з чинним прем'єром Антоніу Коштою перемогла на дострокових парламентських виборах 2022 року, та отримала свою другу в історії «абсолютну більшість» зі 120 місцями в Асамблеї Республіки. Попри однопартійний контроль над урядом, третій уряд прем'єра Кошти був переповнений нестабільністю та скандалами, один з яких і призвів до виборів 2024 року. Основною суперечкою за участю уряду була справа, пов'язана з TAP Air Portugal і виплатою компенсації членкині ради директорів Алешандрі Рейш. Після цього випадку, наприкінці квітня 2023 року, стався ще один інцидент в будівлі Міністерства інфраструктури між урядовцями та радником міністра Жоао Галамби щодо ймовірно вкраденого ноутбука. Використання спецслужб у цій справі породило конфлікт між президентом Марселу Ребелу де Созою та прем'єр-міністром Антоніу Коштою щодо майбутнього міністра Жоао Галамби та самого уряду.
7 листопада 2023 року стало відомо, що Поліція державної безпеки та Громадське міністерство (або Генеральна прокуратура) провели серію обшуків в офіційній резиденції прем'єра Кошти та затримали керівника його апарату. Кошті висунули підозру в справі щодо укладання контрактів на літієвий і водневий бізнес, проте останній заперечив свою провину. Того ж дня Антоніу Кошта, після зустрічі з президентом Ребелу де Созою, оголосив про свою відставку, додавши, що не намагатиметься переобратись.
Заслухавши всі парламентські партії, президент Марселу Ребелу де Соза оголосив про розпуск Асамблеї Республіки, вдруге за 2 роки, та призначив вибори на 10 березня 2024 року. Офіційно відставка прем'єр-міністра Кошти розпочалась лише 8 грудня 2023 року, після прийняття парламентом Державного бюджету на 2024 рік.

## Виборча система
Асамблея Республіки складається з 230 депутатів, яких обирають терміном на чотири роки. Уряду та прем'єру не потрібна абсолютна більшість, щоб обіняйти пост; тоді як опозиції потрібно мати більшість, щоб відхилити програму уряду чи затвердити вотум недовіри.
Кількість місць для кожного округу розподіляється за їх величиною. Використання методу д'Ондта дозволяє встановити більш ефективний прохідний бар'єр, ніж деякі інші методи, такі як квота Харе або метод Сент-Лаґю, які більш щедрі для менших партій.
Розподіл депутатів за округами для парламентських виборів 2024 року був таким:
| Округ                                | Кількість депутатів | Мапа |
| ------------------------------------ | ------------------- | ---- |
| Лісабон                              | 48                  |      |
| Порту                                | 40                  |      |
| Брага, Сетубал                       | 19                  |      |
| Авейру                               | 16                  |      |
| Лейрія                               | 10                  |      |
| Коїмбра, Фару, Сантарем              | 9                   |      |
| Візеу                                | 8                   |      |
| Мадейра                              | 6                   |      |
| Азори, Віана-ду-Каштелу, Віла-Реал   | 5                   |      |
| Каштелу-Бранку                       | 4                   |      |
| Бежа, Браганса, Евора, Гуарда        | 3                   |      |
| Порталегре, Європа, За межами Європи | 2                   |      |

## Партії

### Парламентські партії
| Партія | Партія  | Партія | Ідеологія                                                     | Позиція                       | Лідер                   | Результат 2022 року | Результат 2022 року |
| Партія | Партія  | Партія | Ідеологія                                                     | Позиція                       | Лідер                   | %                   | Місць               |
| ------ | ------- | --- | ------------------------------------------------------------- | ----------------------------- | ----------------------- | ------------------- | ------------------- |
|        | СП PS   | Соціалістична партія Partido Socialista | Соціал-демократія                                             | Лівоцентризм                  | Педру Нуну Сантуш       | 41.37 %             | 120 / 230           |
|        | ДА AD   | Демократичний альянс Aliança Democrática - Соціал-демократична партія (СДП) - ДСЦ–Народна партія (ДСЦ–НП) - Народна монархічна партія (НМП) | Ліберальний консерватизм Християнська демократія Консерватизм | Від правоцентризму до правиці | Луїш Монтенегру         | 29.07 %             | 77 / 230            |
| 1.60 % | ДА AD   | Демократичний альянс Aliança Democrática - Соціал-демократична партія (СДП) - ДСЦ–Народна партія (ДСЦ–НП) - Народна монархічна партія (НМП) | Ліберальний консерватизм Християнська демократія Консерватизм | Від правоцентризму до правиці | Луїш Монтенегру         | 0 / 230             |                     |
| 0.00 % | ДА AD   | Демократичний альянс Aliança Democrática - Соціал-демократична партія (СДП) - ДСЦ–Народна партія (ДСЦ–НП) - Народна монархічна партія (НМП) | Ліберальний консерватизм Християнська демократія Консерватизм | Від правоцентризму до правиці | Луїш Монтенегру         | 0 / 230             |                     |
|        | Ш CH    | Шега! Chega! | Націонал-консерватизм Правий популізм                         | Від правиці to ультраправиці  | Андре Вентура           | 7.18 %              | 12 / 230            |
|        | ЛІ IL   | Ліберальна ініціатива Iniciativa Liberal | Класичний лібералізм Праве лібертаріанство                    | Від правоцентризму до правиці | Руй Роша                | 4.91 %              | 8 / 230             |
|        | КДЄ CDU | Коаліція демократичної єдності Coligação Democrática Unitária - Комуністична партія Португалії (КПП) - Екологічна партія "Зелені" (ЕПЗ)     | Комунізм Екосоціалізм                                         | Від лівиці до ультралівиці    | Паулу Раймунду          | 4.30 %              | 6 / 230             |
|        | ЛБ BE   | Лівий блок Bloco de Esquerda | Демократичний соціалізм                                       | Від лівиці до ультралівиці    | Маріана Мортаґуа        | 4.40 %              | 5 / 230             |
|        | ЛТП PAN | Люди–Тварини–Природа Pessoas-Animais-Natureza                                                                                               | Добробут тварин Енвайронменталізм                             | Лівоцентризм                  | Інеш Соза Реал          | 1.58 %              | 1 / 230             |
|        | Л L     | Лівре Livre | Зелена політика Проєвропеїзм                                  | Від лівоцентризму до лівиці   | Руй Таваріш Тереза Мота | 1.28 %              | 1 / 230             |

### Позапарламентські партії
| Партія | Партія              | Партія                                                                                      | Ідеологія                                     | Позиція                        | Лідер                          | Результат 2022 року |
| Партія | Партія              | Партія                                                                                      | Ідеологія                                     | Позиція                        | Лідер                          | %                   |
| ------ | ------------------- | ------------------------------------------------------------------------------------------- | --------------------------------------------- | ------------------------------ | ------------------------------ | ------------------- |
|        | РВП RIR             | Реагуйте, включайте, переробляйте Reagir Incluir Reciclar                                   | Гуманізм Пацифізм                             | Синкретизм                     | Марсія Енрікеш                 | 0.42 %              |
|        | ПРКП/РРПП PCTP/MRPP | Португальська робітнича комуністична партія Partido Comunista dos Trabalhadores Portugueses | Марксизм-ленінізм Маоїзм                      | Ультралівиця                   | Сідалія Геррейру               | 0.20 %              |
|        | РДЛ JPP             | Разом для людей Juntos pelo Povo                                                            | Регіоналізм Соціал-лібералізм                 | Центризм                       | Елвіу Соза                     | 0.20 %              |
|        | НДА ADN             | Національно-демократична альтернатива Alternativa Democrática Nacional                      | Традиціоналізм Антисистема                    | Ультраправиця                  | Бруну Фіальу                   | 0.20 %              |
|        | A21                 | Альтернатива 21 Alternativa 21 - Партія Землі (РПЗ) - Альянс (А)                            | Зелений консерватизм Ліберальний консерватизм | Правоцентризм                  | Педру Пімента Жоржі Нуну де Са | 0.14 %              |
| 0.04 % | A21                 | Альтернатива 21 Alternativa 21 - Партія Землі (РПЗ) - Альянс (А)                            | Зелений консерватизм Ліберальний консерватизм | Правоцентризм                  | Педру Пімента Жоржі Нуну де Са |                     |
|        | ВП VP               | Вольт Португалія Volt Portugal                                                              | Соціал-лібералізм Єврофедералізм              | Від центризму де лівоцентризму | Ана Карвалью Дуарте Кошта      | 0.11 %              |
|        | В E                 | Вставай! Ergue-te                                                                           | Ультранаціоналізм Антиімміграція              | Ультраправиця                  | Жозе Пінту Коелью              | 0.09 %              |
|        | МГ NC               | Ми, громадяни! Nós, Cidadãos!                                                               | Лібералізм Проєвропеїзм                       | Правоцентризм                  | Жоакім Роша Афонсу             | 0.07 %              |
|        | ПРП PTP             | Португальська робітнича партія Partido Trabalhista Português                                | Демократичний соціалізм Соціал-демократія     | Від лівоцентризму до лівиці    | Амандію Мадалену               | 0.06 %              |
|        | НП ND               | Нова правиця Nova Direita                                                                   | Націонал-консерватизм Економічний лібералізм  | Правиця                        | Оссанда Лібер                  | не брали участь     |

## Виборча кампанія
Питання формування після виборів, яка партія дозволить іншій керувати чи ні, було центральним у кампанії. Лідер соціалістів Педру Нуну Сантуш змінив позицію щодо сценарію уряду меншості Демократичного альянсу, де він спочатку був проти цього, але, коли офіційна кампанія почалася, заявив про свою відкритість, щоб дозволити соціал-демократам сформувати уряд. Луїш Монтенегру, лідер Демократичного альянсу, також змінив свою думку, і був відкритий до співпраці з урядом меншості Соціалістичної партії у випадку перемоги останньої на виборах. Окрім цього, система охорони здоров'я та освіта також були ключовими питаннями для виборців, згідно з опитуваннями.
В інтерв'ю Expresso 8 березня президент Марселу Ребелу де Соза сказав, що він зробить усе можливе, щоб завадити партії «Шега» отримати владу або стати частиною урядової коаліції, викликавши критику щодо нейтралітету, передбаченого його посадою. У телевізійному зверненні наступного дня, за день до виборів, Ребелу де Соза закликав людей голосувати, посилаючись на ризик економічних проблем, спричинених виборами до Європейського парламенту та Сполучених Штатів пізніше цього року, а також триваючими конфліктами в Україні та на Близькому Сході.
Хоча економічні показники країни покращилися з 2015, коли Антоніу Кошта вперше обійняв посаду прем'єр-міністра — зростання склало 2,3 % у 2023 році, що значно перевищувало середній європейський показник (0,5 %), рівень безробіття — 6,5 %, а державний борг впав на >100 % ВВП — у Португалії переважало незадоволення, особливо через на відсутність реакції на більш нагальні соціальні проблеми: Португалія вже довгий час страждає через масивну житлову кризу, спричинене різким зростанням цін на оренду; погіршенням системи охорони здоров'я та освіти; нестачею вчителів і лікарів; та дуже низькими зарплатами та кількарічною інфляцією.

## Явка виборців
| Явка                                                                      | Час     | Час     | Час     | Час     | Час     | Час     | Час     | Час     | Час     |
| Явка                                                                      | 12:00   | 12:00   | 12:00   | 16:00   | 16:00   | 16:00   | 19:00   | 19:00   | 19:00   |
| Явка                                                                      | 2022    | 2024    | ±       | 2022    | 2024    | ±       | 2022    | 2024    | ±       |
| ------------------------------------------------------------------------- | ------- | ------- | ------- | ------- | ------- | ------- | ------- | ------- | ------- |
| Total                                                                     | 23.27 % | 25.21 % | ▲1.94 % | 45.66 % | 51.96 % | ▲6.30 % | 51.46 % | 59.84 % | ▲8.42 % |
| Джерела: Генеральний секретаріат Міністерства внутрішніх справ Португалії |         |         |         |         |         |         |         |         |         |

## Результати
| Партія                               | Партія                                      | Партія                                      | Голоси     | %      | Місця | ±   |
| ------------------------------------ | ------------------------------------------- | ------------------------------------------- | ---------- | ------ | ----- | --- |
|                                      |                                             | Демократичний альянс                        | 1,814,021  | 28.02  | 77    | +3  |
|                                      | Мадейра понад усе                           | 52,992                                      | 0.82       | 3      | 0     |     |
|                                      | Народна монархічна партія                   | 451                                         | 0.01       | 0      | 0     |     |
| Демократичний альянс загалом         | Демократичний альянс загалом                | 1,867,464                                   | 28.85      | 80     | +3    |     |
|                                      | Соціалістична партія                        | Соціалістична партія                        | 1,812,469  | 28.00  | 78    | -42 |
|                                      | Шега!                                       | Шега!                                       | 1,169,836  | 18.07  | 50    | +38 |
|                                      | Ліберальна ініціатива                       | Ліберальна ініціатива                       | 319,685    | 4.94   | 8     | 0   |
|                                      | Лівий блок                                  | Лівий блок                                  | 282,314    | 4.36   | 5     | 0   |
|                                      | Коаліція демократичної єдності              | Коаліція демократичної єдності              | 205,436    | 3.17   | 4     | -2  |
|                                      | Лівре                                       | Лівре                                       | 204,676    | 3.16   | 4     | +3  |
|                                      | Люди–Тварини–Природа                        | Люди–Тварини–Природа                        | 126,085    | 1.95   | 1     | 0   |
|                                      | Національно-демократична альтернатива       | Національно-демократична альтернатива       | 102,132    | 1.58   | 0     | 0   |
|                                      | Реагуйте, включайте, переробляйте           | Реагуйте, включайте, переробляйте           | 26,121     | 0.40   | 0     | 0   |
|                                      | Разом для людей                             | Разом для людей                             | 19,133     | 0.30   | 0     | 0   |
|                                      | Нова правиця                                | Нова правиця                                | 16,442     | 0.25   | 0     | 0   |
|                                      | Португальська робітнича комуністична партія | Португальська робітнича комуністична партія | 15,499     | 0.24   | 0     | 0   |
|                                      | Вольт Португалія                            | Вольт Португалія                            | 11,858     | 0.18   | 0     | 0   |
|                                      | Вставай!                                    | Вставай!                                    | 6,034      | 0.09   | 0     | 0   |
|                                      | Альтернатива 21                             | Альтернатива 21                             | 4,267      | 0.07   | 0     | 0   |
|                                      | Португальська робітнича партія              | Португальська робітнича партія              | 2,443      | 0.04   | 0     | 0   |
|                                      | Ми, громадяни!                              | Ми, громадяни!                              | 2,396      | 0.04   | 0     | 0   |
| Всього дійсних                       | Всього дійсних                              | Всього дійсних                              | 6,194,709  | 95.68  | 230   | 0   |
| Пусті бюлетені                       | Пусті бюлетені                              | Пусті бюлетені                              | 89,823     | 1.39   |       |     |
| Недійсні голоси                      | Недійсні голоси                             | Недійсні голоси                             | 189,676    | 2.93   |       |     |
| Всього голосів                       | Всього голосів                              | Всього голосів                              | 6,473,789  | 100.00 |       |     |
| Зареєстровано виборців/явка          | Зареєстровано виборців/явка                 | Зареєстровано виборців/явка                 | 10,818,226 | 59.90  |       |     |
| Джерело: Національна виборча комісія |                                             |                                             |            |        |       |     |

## Після виборів
Після оприлюднення результатів Луїш Монтенегру заявив про перемогу від імені Демократичного альянсу, тоді як Педру Нуну Сантуш визнав поразку від імені своєї партії. Сантуш відмовився від пропозиції формування лівого коаліційного уряду меншості. Лідер «Шеги» Андре Вентура заявив, що результати показали «кінець двопартійній системі в Португалії»., проте Монтенегру повторив, що не піде на коаліцію з партією Вентури.
Президент Марселу Ребелу де Соза, який був членом та лідером соціал-демократів до свого обрання, зустрівся з представниками парламентських політичних партій з 14 по 20 березня. Очільник Ліберальної ініціативи Руй Роша розповів президенту, що формування нового уряду є відповідальністю інших партій, але його партія підтримуватиме будь-який уряд, до тих пір поки він виключає Шегу. Генеральний секретар комуністів Паулу Раймунду звинуватив те, що, на його думку, було неналежним управлінням з боку соціалістів, у перемозі правих партій на виборах, тоді як речниця партії «Люди–Тварини–Природа» Інеш Соза Реал звинуватила президента Марселу Ребелу де Созу частково в просуванні Шеги. Маріана Мортаґуа з Лівого блоку заявила, що її партія або буде частиною будь-якої лівої коаліції, або категорично виступатиме проти будь-якого правого уряду, а співречник «Лівре» Руй Таваріш висловив задоволення, що його партія зросла до чотирьох місць і зможе вперше сформувати парламентську групу. Педру Нуну Сантуш заявив у своїй промові після оголошення результатів, що Соціалістична партія не буде голосувати за вотум недовіри до уряду Демократичного альянсу, але він додав, що «ДА не повині розраховувати на підтримку соціалістів для управління», натякаючи на голосування його партії проти проєктів державного бюджету уряду Монтенегру. Тоді як Андре Вентура сказав, що його «Шега» також голосуватиме проти державного бюджету, за умови якщо Демократичний альянс не звернеться до його партії за домовленностями.
21 березня президент Ребелу де Соза офіційно запропонував Луїшу Монтенегру сформувати уряд меншості після консультацій останнього з представниками парламентських партій. Остаточні засвідчені результати виборів були опубліковані в португальському офіційному журналі Diário da República 23 березня 2024 року. Новий уряд був представлений і затверджений президентом Ребелу де Суза 28 березня і вступив на посаду 2 квітня.